# منتخب بيرو لكرة السلة للسيدات
منتخب بيرو الوطني لكرة السلة للسيدات (بالإسبانية: Selección femenina de baloncesto del Perú) هو ممثل بيرو الرسمي في المنافسات الدولية في كرة السلة للسيدات.